# Locomotiva DB E 40
La locomotiva E 40 della Deutsche Bundesbahn, ora della Deutsche Bahn, è una serie di locomotive elettriche costruita a partire dal 1957 per il traino di convogli merci.
Nel 1968, con l'introduzione del nuovo sistema di numerazione dei rotabili della DB, le E 40 vennero riclassificate nel gruppo 140, mentre le unità della sottoserie E 40.11, equipaggiate con frenatura elettrica, vennero classificate nel gruppo 139.